# Ernst Dieffenbach
Pour les articles homonymes, voir Dieffenbach.
Johann Karl Ernst Dieffenbach (Gießen, 27 janvier 1811, mort le 1er octobre 1855 ) est un explorateur, médecin, géologue et naturaliste hessois.

## Biographie
Il fait des études de médecine (1828-1833) mais, engagé politiquement, doit s'exiler en Suisse pour les achever (1836). Emprisonné à Zurich pour duel (1836), il vit ensuite en France puis en Angleterre (1837) où il rencontre Charles Darwin, Charles Lyell et Richard Owen et se passionne pour les débats naturalistes. Il décide alors de partir en Nouvelle-Zélande comme employé de la New Zealand Company.
Parti en 1839 avec les Wakefield, père et fils, il fait de nombreuses expéditions dans le centre de l'île Nord, est le premier européen à escalader le mont Taranaki/Egmont et séjourne un mois dans les îles Chatham.
Ses nombreuses collectes (spécimen végétaux, fossiles , etc.) sont envoyées aux jardins botaniques royaux de Kew.
De retour en Angleterre en 1841, il publie le récit de son voyage (1843), un des premiers à considérer d'une manière humaniste les Maoris.
En 1846, il envisage un nouveau voyage en Nouvelle-Zélande mais ne parvient pas à rassembler suffisamment de fonds. Rentré en Allemagne en 1848, il est nommé directeur du Musée géologique de Gießen et professeur à l'université (1849).
Il meurt du typhus en 1855.

## Œuvres
- New Zealand and its Native Population (1841)
- Travels in New Zealand, 2 vol, (1843)
- On the Study of Ethnology (1843)
- Charles Darwin’s Naturwissenschaftliche Reisen nach den Inseln des grünen Vorgebirges, Südamerika, dem Feuerlande, den Falkland-Inseln, Chiloé-Inseln, Galápagos-Inseln, Otaheiti, Neuholland, Neuseeland, Van Diemen’s Land, Keeling-Inseln, Mauritius, St. Helena, den Azoren (1844, traduction du Journal of Researches de Darwin)
- Vorschule der Geologie - Eine Anleitung zur Beobachtung und zum richtigen Verständnis der noch jetzt auf der Erdoberfläche vorgehenden Veränderungen sowie zum Studium der geologischen Erscheinungen überhaupt (1853, traduction en allemand de The Geological Observer de Henry De la Beche)

## Hommages

### Zoologie
La Râle de Dieffenbach (Gallirallus dieffenbachii) a été nommée en son honneur.

### Botanique
Genre
- Dieffenbachia

Espèces
- (Apiaceae) Aciphylla dieffenbachii Kirk[1]
- (Apiaceae) Angelica dieffenbachii Benth. & Hook.f.[2]
- (Apiaceae) Coxella dieffenbachii Cheeseman & Hemsl.[3]
- (Apiaceae) Gingidium dieffenbachii F.Muell.[4]
- (Apiaceae) Ligusticum dieffenbachii Hook.f.[5]
- (Podocarpaceae) Podocarpus dieffenbachii Hook.[6]
- (Plantaginaceae) Hebe dieffenbachii Cockayne & Allan (en)[7]
- (Plantaginaceae) Veronica dieffenbachii (sv) Benth.[8]
- (Thymelaeaceae) Drapetes dieffenbachii Hook.[9]
- (Thymelaeaceae) Kelleria dieffenbachii (Hook.) Endl.[10]

### Littérature
- Jules Verne le mentionne dans ses romans Les Enfants du capitaine Grant (partie 3, chapitre VIII) et L'Île mystérieuse (partie 2, chapitre X)[11].